# Schwärzung

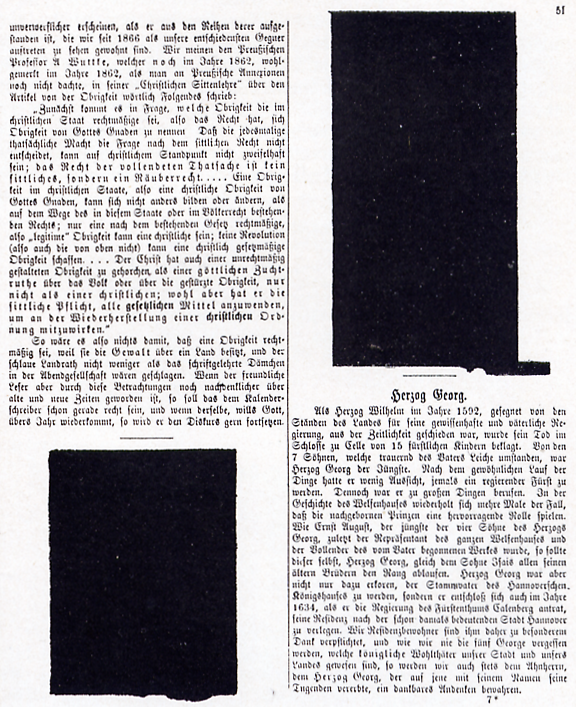
„Hannoverscher Volkskalender“ mit Schwärzungen, 19. Jahrhundert

Unter Schwärzung versteht man die nachträgliche Unkenntlichmachung von Textpassagen durch Einfärbung mit schwarzer Tinte oder Druckerschwärze. Die Methode wird entweder angewendet, um manche Informationen der Nachwelt vorzuenthalten, oder – insbesondere wenn es sich um geschwärzte Reproduktionen handelt – diese Informationen vor bestimmten Unberechtigten zu verbergen.

## Durchführung
Da es sich bei der Schwärzung in erster Linie um eine nachträgliche Maßnahme an Druckerzeugnissen oder anderen Schriftstücken handelt, die nicht mehr automatisiert behandelt werden können (z. B. fertig gebundene Bücher), wird sie meist manuell durchgeführt. Ziel ist, dass die geschwärzten Passagen auch bei Durchleuchtung oder chemischer Behandlung nicht mehr aufgedeckt werden können. Ob die Maßnahme tatsächlich irreversibel durchgeführt wird, hängt jedoch von der Intention und der Tragweite einer möglichen Aufdeckung ab. Bei Büchern jedoch, die vor der Auslieferung aufgrund Einstweiliger Verfügungen (siehe unten) teilweise geschwärzt werden mussten, genügt jedoch unter Umständen die Verwendung eines Filzstiftes, da der verdeckte Text etwa durch das Studium der Gerichtsunterlagen oder von berichtenden Zeitungsartikeln oder anhand früherer, ungeschwärzt verkaufter Exemplare ohnehin recherchiert werden könnte. Da (aus welchen Gründen auch immer) ungeschwärzt gebliebene Exemplare eines ansonsten nur geschwärzt vertriebenen Buches meist sehr selten sind, werden sie im Antiquariatsbuchhandel von Sammlern gesucht und oft hoch bezahlt.

## Zensur
In Staaten mit Zensur werden systemkritische und sonstige unerwünschte Informationen teilweise durch Schwärzung unkenntlich gemacht. Aber auch in Rechtsstaaten wird durch Schwärzung zensiert, etwa bei Schriften, die in Justizvollzugsanstalten von Gefangenen erstellt und durch Beamte vor der Veröffentlichung redigiert und kontrolliert werden. Neben offensichtlich nicht tolerablen Hinweisen, die etwa bei Ausbruchversuchen dienlich sein könnten, werden gelegentlich auch eher harmlose Wörter aus dem Gefangenjargon wie „Wachtel“ für Wachtmeister geschwärzt.
Die Schwärzung wird gelegentlich auch als (satirisches) Stilmittel angewandt, wenn auf drohende Zensur plakativ hingewiesen werden soll. So erschien der Donaukurier einmal mit komplett geschwärzter Titelseite, um auf die empfundenen Einschränkungen von Grundrechten und der Pressefreiheit hinzuweisen.

## Stasiunterlagen
An die Schwärzung der Stasiunterlagen werden höchste Anforderungen gestellt, so dass nur Kopien von geschwärzten Kopien herausgegeben werden. Bei der Einsicht von Akten bei der Stasiunterlagen-Behörde müssen nach dem Stasi-Unterlagen-Gesetz die Rechte von Nichttätern geschützt werden. Zu diesem Zweck werden von den originalen Unterlagen gegebenenfalls Kopien angefertigt, in denen relevante Passagen geschwärzt sind.

## Einstweilige Verfügungen

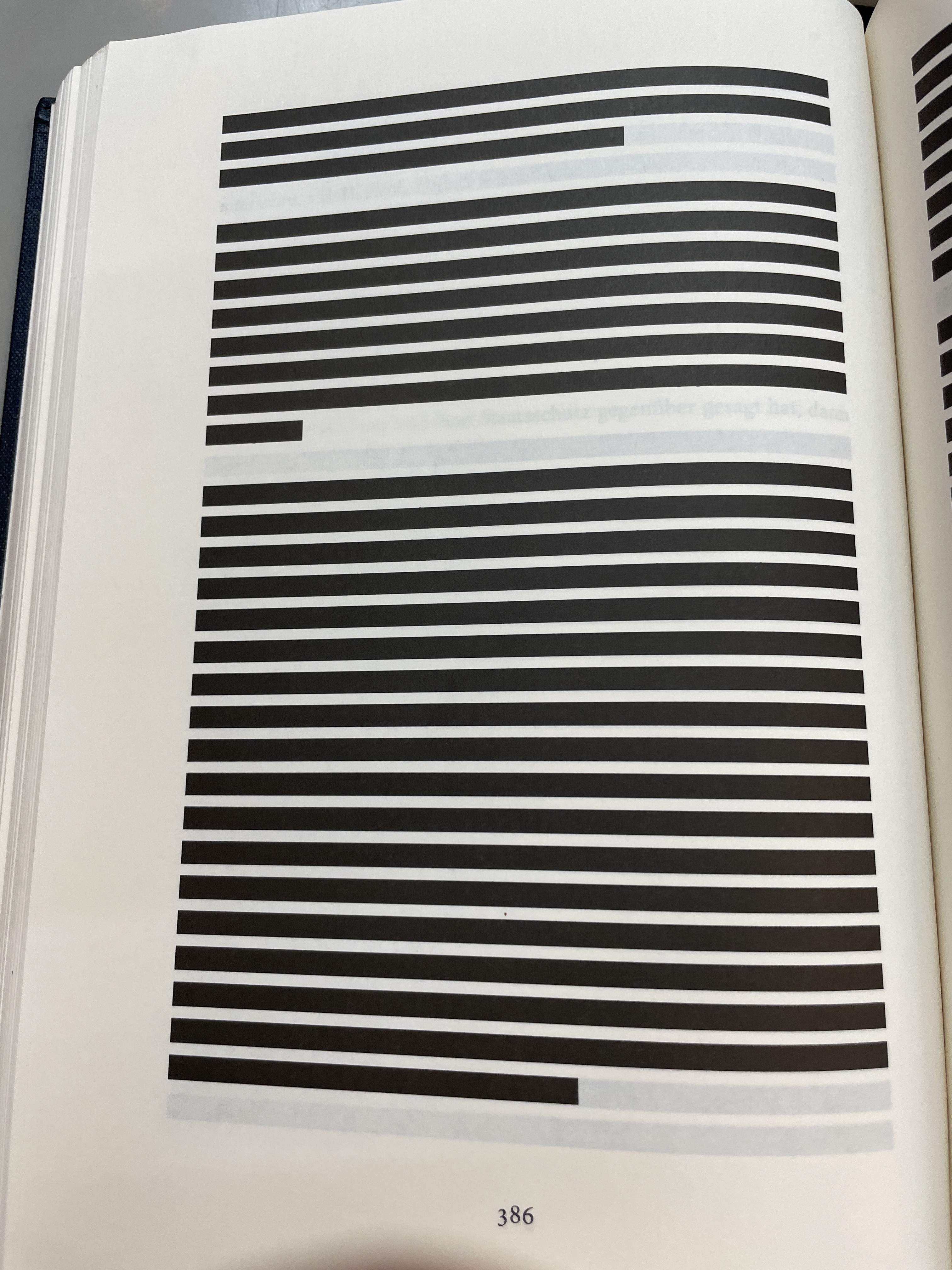
Nach Gerichtsurteil vollständig geschwärzte Seite aus der zweiten Auflage des Romans Havemann (2008) von Florian Havemann

Wurde die Verbreitung von Druckwerken, insbesondere von Büchern, durch eine Einstweilige Verfügung untersagt, weil Persönlichkeitsrechte dadurch verletzt würden, so entscheidet der jeweilige Verlag bisweilen aus wirtschaftlichen Gründen, die Werke mit nachträglicher Schwärzung der indizierten Passagen zu vertreiben. So mussten 2008 beispielsweise in dem Romy-Schneider-Roman von Olaf Kraemer „Ende einer Nacht“ 152 Wörter geschwärzt werden.

## Literatur aus der Zeit des Nationalsozialismus

Geschwärzte Passage aus dem Gegenwartslexikon von 1944